# 和泉利器製作所
株式会社和泉利器製作所（いずみりきせいさくしょ）は、大阪府堺市堺区九間町東に所在する堺刃物メーカーである。

## 概要
文化2年（1805年）創業の堺刃物を製造・販売する製作所であり、和包丁・洋包丁など堺刃物を「堺刀司」ブランドで展開し、鍋各種、キッチン用具などを製造・販売している。
創業当時からある旧店舗は、歴史的建造物として認知されている。
明仁親王御成婚の際に献上されるなど、皇室御用達である。堺刀司の包丁は切れ味が持続するよう、鋼に焼き入れする時に泥を塗る伝統技法が受け継がれているが、鋼の分子が均一になることが科学的にも実証されている。

## 脚註
1. ↑  【堺刀司 株式会社和泉利器製作所・旧店舗】（堺市）
2. ↑  世界に誇る小さなトップ企業　和泉利器製作所 - CSR特集 | 上場企業情報サイトKmonos(クモノス)
3. ↑  金研物語vol.71 2013年7月 - 東北大学 金属材料研究所